# Caballería medieval

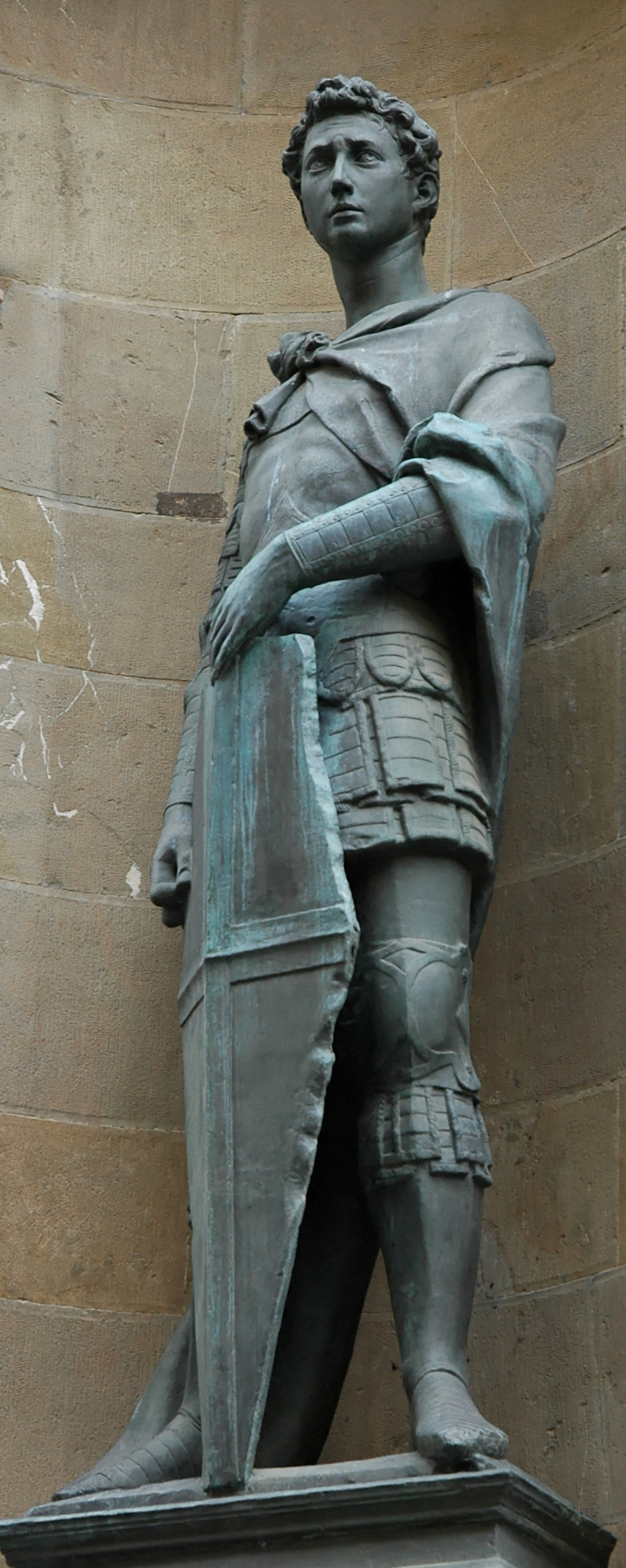
San Jorge, escultura del Quattrocento italiano (Donatello, 1416).

Retrato de caballero, pintura del Cinquecento italiano (Vittore Carpaccio, 1510).

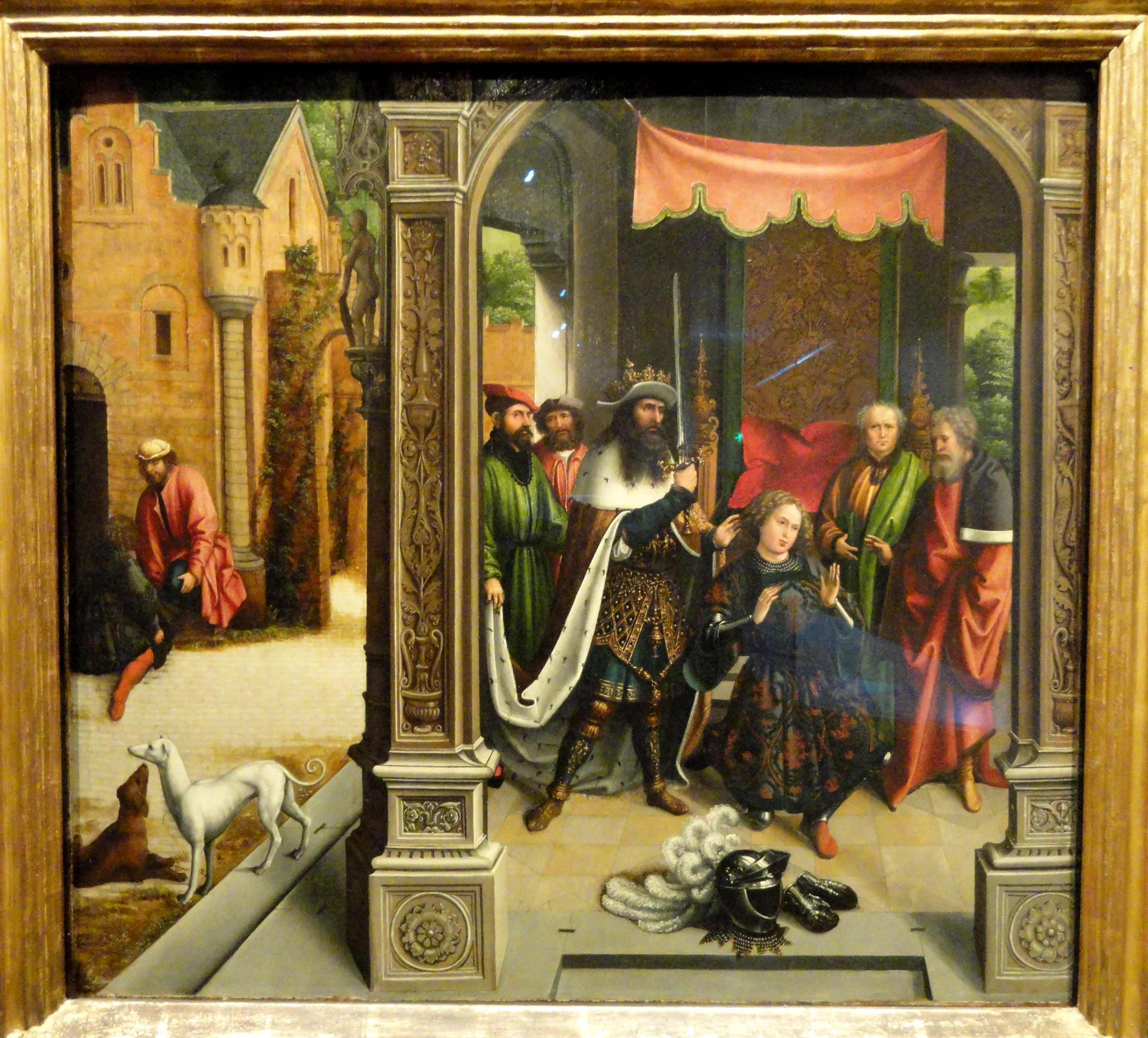
Constantino arma caballero a San Martín, pintura religiosa de la escuela flamenca (Bernard van Orley, 1514).

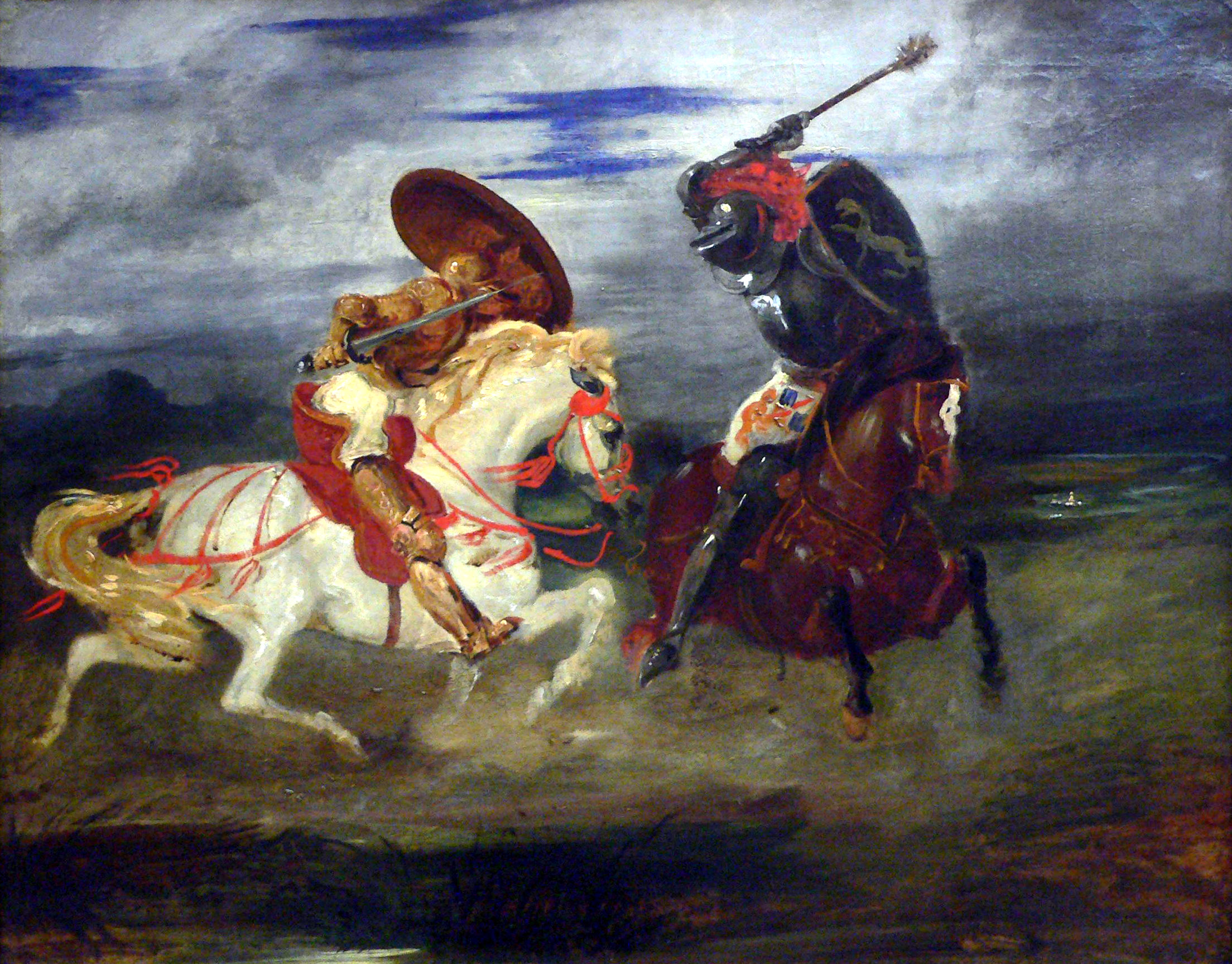
Duelo de Caballeros, pintura de historia de época romántica (Eugène Delacroix, 1824).

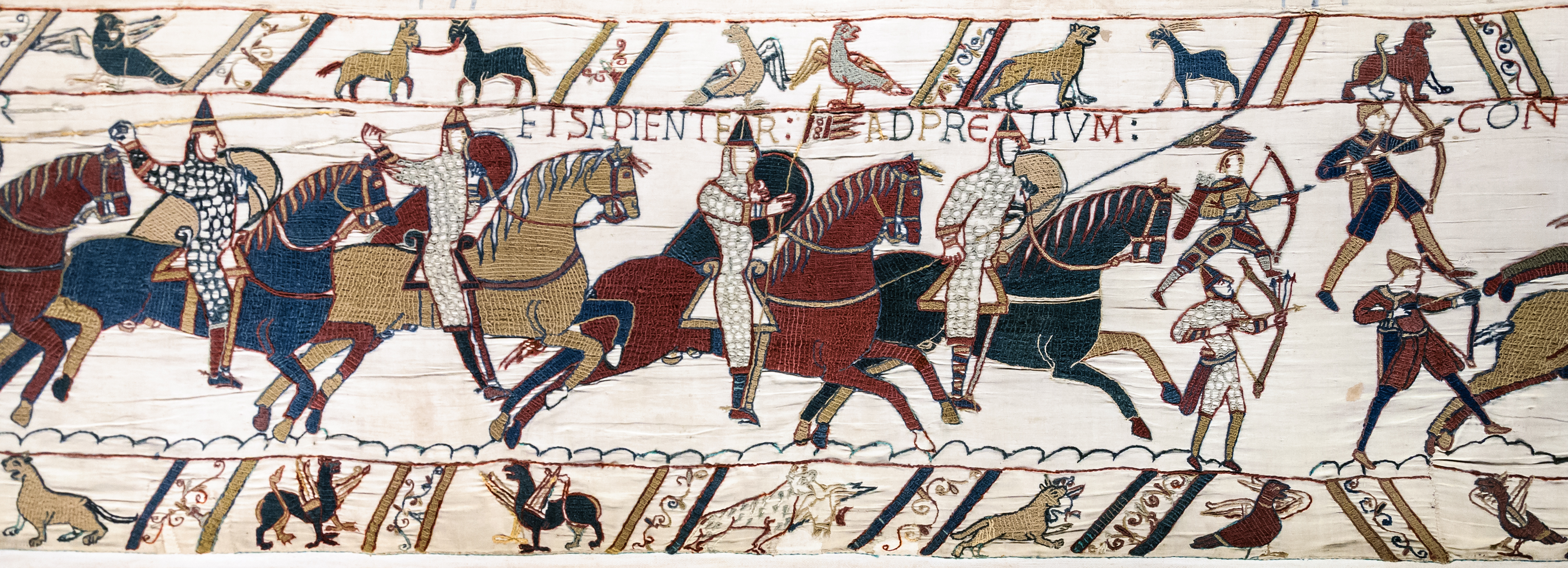
Tapiz de Bayeux (hacia 1070).

La caballería medieval fue una institución militar, política, económica y social de gran importancia en Europa.
El arma de caballería se dio en todas las civilizaciones desde la Edad Antigua. En la Antigua Roma existía la clase social de los équites («caballeros»), y entre los pueblos germánicos se daban denominaciones genéricas equivalentes a las de armar caballero y velar armas para referirse a la ceremonia de investir de armas a los jóvenes guerreros. Y hasta tiempos más recientes, se conservaría en las islas japonesas entre los caballeros nobles bajo el código Samurái de Honor guerrero. 
Pero, al contrario  esos precedentes, el concepto medieval de caballero es de creación eclesiástica, tiene como función ideológica elevar a la nobleza a la altura del ideal cristiano (miles Christi o «caballero cristiano»), y no aparece hasta el siglo XI.
El caballero (designado en la época con la palabra francesa chevalier o la latina milites) era un guerrero a caballo de la cristiandad latina (la Europa occidental medieval, que se había definido en torno al Imperio carolingio) que servía al rey o a otro señor feudal como contrapartida por la tenencia de un dominio territorial o por dinero (como tropa mercenaria, lo que en las ciudades italianas denominaban condotiero). La participación de los caballeros en las Cruzadas originó la creación, en Tierra Santa, de las denominadas órdenes militares; y posteriormente, en Europa, de las denominadas órdenes de caballería.
La trayectoria vital de un caballero era, por lo general, la de un hombre de noble cuna que, habiendo servido en su primera juventud como paje y escudero, era luego ceremonialmente ascendido por sus superiores al rango de caballero. Durante la ceremonia el aspirante solía prestar juramento de ser valiente, leal y cortés, así como proteger a los indefensos; lo que se denominaba el código de caballería. Convertido en ideal caballeresco (el del «caballero andante»), fue un importante componente de la ideología justificativa de la función de la nobleza en la sociedad estamental, y se expresó en la denominada literatura caballeresca (cantares de gesta, poesía trovadoresca, romancero, materia de Francia, materia de Bretaña, materia de Roma, libros de caballerías, novela caballeresca) y en todo tipo de obras de arte.

Al principio, no había hombre por nacimiento mejor que los demás, pues todos descendían de un mismo padre y madre. Pero cuando la envidia y la codicia se apoderaron del mundo y el poder se impuso sobre el derecho, ciertos hombres fueron señalados como garantizadores y defensores de los pobres y los humildes.
Lanzarote del Lago, libro del ciclo de la Vulgata.

Se ha identificado la evolución de la caballería en distintas épocas: el esplendor de la «caballería heroica» (en la plena Edad Media, la de los cruzados y los reyes santos -San Luis, San Fernando, San Ladislao, San Esteban), el ocaso de la «caballería galante» (en el «otoño de la Edad Media», más preocupada del amor cortés y los torneos y menos austera) (cuando, perdida la función militar en favor del ejército moderno de la monarquía autoritaria, la figura del caballero pasó a ser incluso ridiculizada -como en Don Quijote-). Las reconstrucciones historicistas en la Edad Contemporánea asociaron el comportamiento caballeresco al ideal romántico (Ivanhoe, de Walter Scott); mientras que se revitalizó alguno de los aspectos más truculentos asociados al «honor» (el duelo), o se aplicó a los nuevos deportes alguno de los más aspectos de su moralidad (el juego limpio). Se llegaron a redactar incluso códigos caballerescos, como el que se expresaba en «los diez mandamientos de la caballería».

## Inicios
La institución de la caballería medieval está ligada a la historia de los guerreros a caballo en el reino de Francia que surge de la descomposición del Imperio carolingio (Francia occidentalis). A finales del siglo X los caballeros se habían convertido en el cuerpo militar más importante, frente a la infantería común, acumulando un creciente poder político. El ejercicio del poder por los caballeros fue posible porque solamente ellos poseían el necesario entrenamiento militar y la suficiente riqueza para mantener las armas y los caballos necesarios para poder desarrollar su forma típica de combate. La diferenciación social basada inicialmente en la habilidad y destreza de los propios caballeros desembocó en un sentido de clase caballeresca, orgullosa de su conducta y valores marciales y desdeñosa hacia otros segmentos no armados de la sociedad: los clérigos y los campesinos. 
Los caballeros nacieron de la necesidad de defender los dominios feudales (nobiliarios o eclesiásticos, ambos vinculados en las mismas familias) contra toda clase de enemigos, incluyendo los pillajes y rapiñas y los salteadores de caminos. De esta forma, la caballería fue un ejército coercitivo. Los caballeros defendían los intereses de aquellos de quienes dependían, es decir, de los señores que les mantenían; lo que entre otras cosas suponía garantizar el cobro de las cargas impuestas a los campesinos.
Así como en el origen de los caballeros predominaba el espíritu guerrero, en los primeros relatos artúricos se daba mayor énfasis al valor militar, a los hechos de guerra y a las descripciones de las batallas. La iglesia procuró moderar los excesos bélicos con instituciones como la tregua de Dios y encauzó el apetito de combate de los milites hacia objetivos más acordes con el espíritu cristiano: la lucha contra las injusticias y la lucha contra los infieles. La incorporación de las tradiciones violentas de la caballería en el seno de la propia iglesia permitió que clérigos fueran célebres narradores artúricos, como es el caso de Robert de Boron, a finales del siglo XII. 
Dentro de esta estructura feudal, los caballeros mantenían un feudo que un señor les había concedido, a cambio de rendirle homenaje y prestarle servicio con las armas. A su vez este señor podía ser vasallo de otro señor más poderoso, o el caballero ser servido por otros caballeros de inferior rango. Con el paso del tiempo eran muchos los milites, a veces de baja extracción social, que querían convertirse en caballeros, por lo que se impuso una prueba selectiva, que acabó por tomar la forma de un rito de iniciación, bendecido por la Iglesia, llamado espaldarazo o palmada. Como su nombre indica, el rito consistía en el golpe solemne dado al principiante por su padrino o caballero que le había instruido y le introducía en la Caballería. El prestigio que adquirió la citada ceremonia y el carácter sagrado que le confirió la Iglesia, provocó que muchos nobles de nacimiento se hicieran armar caballeros. Con el tiempo, hacia el siglo XIII, nobleza y caballería acabaron confundiéndose, aunque en general los nobles eran los responsables de mantener la paz debido a su asunción de autoridad real, y a veces a un especial carisma basado en su descendencia de héroes o santos, mientras que los caballeros eran sus auxiliares, sin un linaje distinguido y con poca o ninguna tierra. No obstante, se debe resaltar que el título de caballero no es parte del escalafón feudal en sí, sino que puede atribuirse a señores de muy distinto rango. Ejemplos de ello son Ricardo III de Inglaterra, que antes de ser rey fue duque de Gloucester y fue armado caballero, o Eduardo el príncipe Negro, que era príncipe de Gales y duque y fue armado caballero tras la batalla de Crecy.

## Auge
El auge de la caballería tuvo lugar en Francia hacia los siglos XII o XIII, en la misma época que los relatos artúricos, pero se desarrolló y tomó forma en un contexto europeo. En los primeros relatos (Cantar de Roldán) la caballería o caballerosidad se identifica con la acción valerosa en el campo de batalla. Sin embargo, a partir del siglo XII esta se entiende como un código social, moral y religioso de conducta caballeresca, haciendo hincapié en las virtudes de coraje, honor y servicio.

## Código caballeresco

### Valor
Los caballeros deben soportar sacrificios personales para servir a los ideales y a las personas necesitadas. Esto implica elegir mantener la verdad a toda costa. El valor no significa arrogancia, sino tener voluntad de hacer lo correcto. Estos personajes tenían un gran valor, capaces de pelear con gran coraje contra seres superiores que mantenían a las personas de los pueblos aterrorizados. Los caballeros eran capaces de enfrentarse a personas con mayor habilidad para luchar, sin medir consecuencias. Por ejemplo: En la toma de Valencia Pedro Bermúdez, Álvarez Fañez y Muñoz Guztos luchan heroicamente contra un ejército mucho mayor que ellos.

### Defensa
Los caballeros juraban cuando eran, defender a sus señores y señoras, a sus familias, a su nación, a las viudas , a los huérfanos, y a la Iglesia.

### Fe
Los caballeros tenían una fuerte fe en Dios, que les permitía llevar a cabo toda una vida de sacrificios sin caer en tentaciones, dándoles raíces y esperanzas fuertes contra los malvados del mundo. Por ejemplo: El Cid siempre antes de una batalla, la encomendaba a Dios y sabía que de Él dependía la suerte del éxito.

### Humildad
Los caballeros humildes eran los primeros en reconocer a las otras personas cuando llevaban a cabo actos de gran heroicidad, dándoles el honor que merecen de sus buenos hechos. Y dejando a otros que los feliciten por sus propios hechos y estos los ofrecen a Dios. Esta es una de las características más sobresalientes de un caballero. Por ejemplo: El Cid siempre atribuía el éxito de las batallas al coraje de sus soldados y repartía proporcionalmente las riquezas ganadas.

### Justicia
Para los caballeros era muy importante buscar la verdad sobre todo, no buscaban su beneficio personal. La justicia sin templar por misericordia puede traer pena, sin embargo la justicia sin la flexión a la tentación era la utilizada por ellos. Por ejemplo: El Cid bien pudo haber matado a los infantes de Carrión pero prefirió que se hiciera un juicio y castigarles justamente.

### Generosidad
La generosidad era una característica de un caballero. Para contradecir la debilidad de la avaricia, los caballeros eran tan abundantes como sus recursos permitirían. Un caballero generoso puede recorrer mejor la línea entre la misericordia y la justicia fría. Por ejemplo: El Cid repartía los bienes de las batallas ganadas y además era generoso con los enemigos derrotados como el conde Berenguer.

### Templanza
El caballero debía estar acostumbrado a comer y beber con moderación. Además el caballero debe ser moderado con sus riquezas, esto no significaba abstenerse de ellas sino, no utilizarlas vanamente. Sin templanza no se podía mantener el honor de la caballería. El caballero debía contenerse de sus apetitos sexuales.

### Lealtad
Los buenos caballeros juraban defender fervientemente sus ideales, a la Iglesia y a sus señores, ellos siempre darían su vida por defenderlos. Por ejemplo: El Cid bien pudo haber luchado contra el rey Alfonso y derrotarlo, pero él le era fiel y cumplió sus órdenes de destierro.

### Nobleza
La nobleza es el principio de la cortesía. Y los caballeros debían así ser corteses, honrados, estimables, generosos e ilustres equitativos a todos mientras que desarrollaron y mantuvieran un carácter noble con los ideales de la caballería.

## Armas de los caballeros

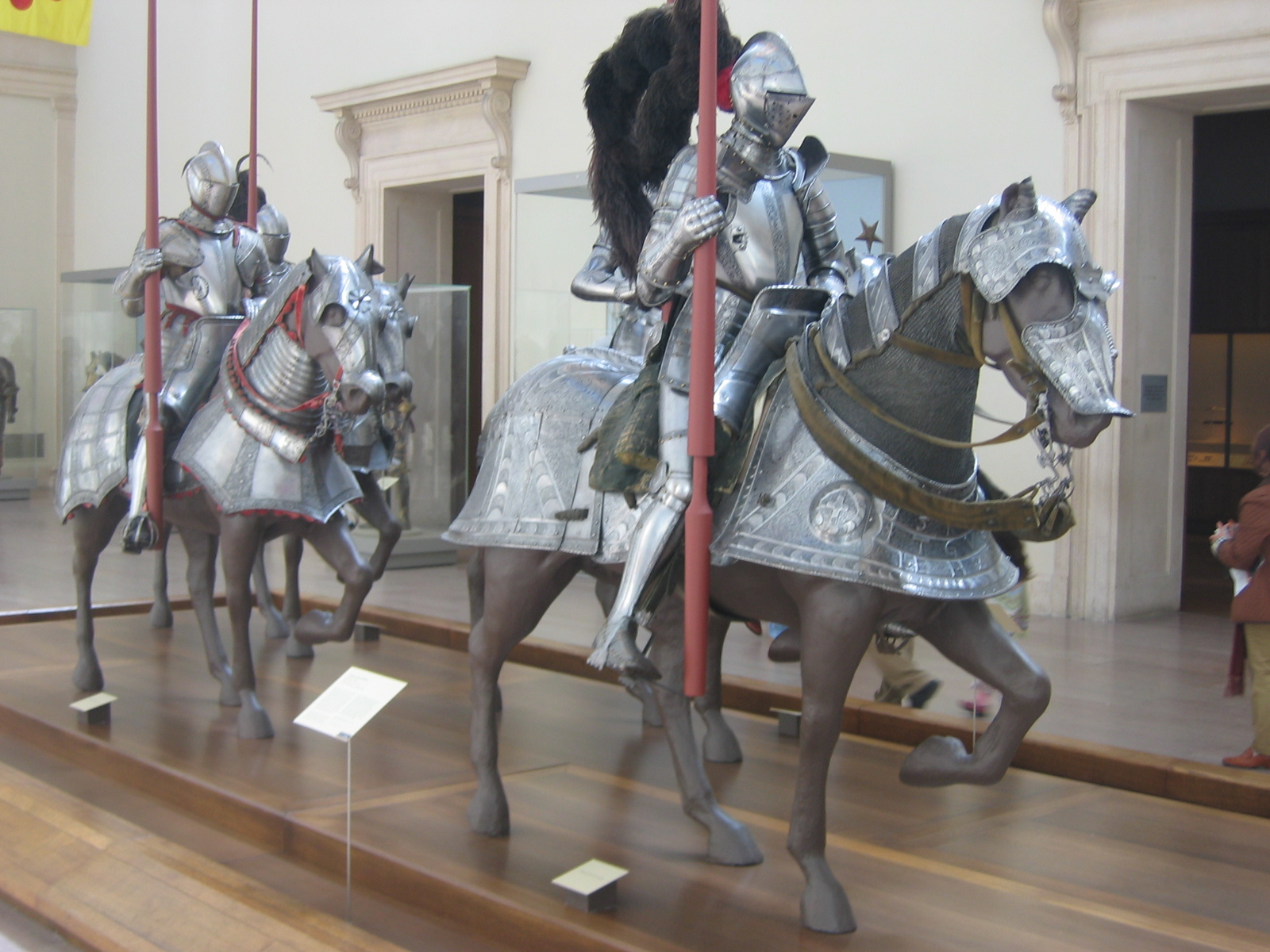
Galería de armas y armaduras del Metropolitan Museum of Art.

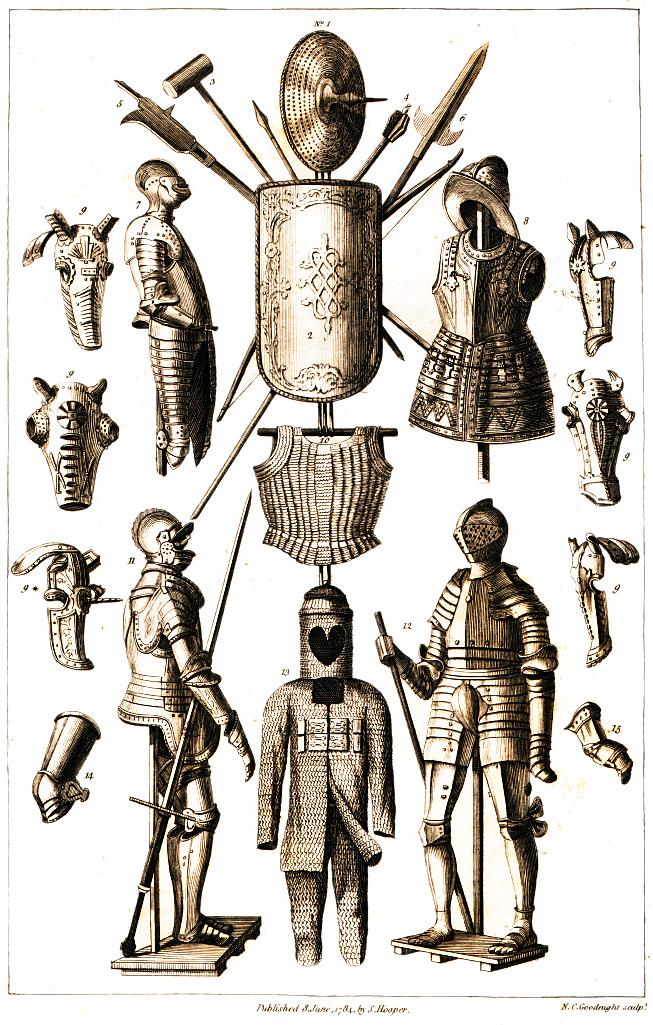
Armas y armaduras de caballero y caballo en un grabado del.

Las armas de los caballeros medievales respondían a la caballería pesada propia de una época anterior a las armas de fuego.
El equipo de protección, que inicialmente se limitaba a un casco o yelmo, un escudo, y en su caso una cota de malla (el uso de las grebas para las piernas, propio de la época grecorromana, decayó), fue complicándose con el tiempo, añadiendo una coraza a la que se articulaban piezas cada vez más numerosas, hasta componer armaduras que podían fácilmente pesar más de 25 kg, lo que exigía una particular resistencia tanto a los caballeros como a sus caballos (que también podían acorazarse). Su solidez hacía muy difícil herirlos mientras estaban montados, siendo la táctica habitual proceder primero al derribo para atacar algún punto débil cuando estaban en el suelo.
La espada era el arma personal y «de mano» más común para el combate singular, en que un caballero se enfrentaba a otro. Bendecida por un sacerdote, la espada era generalmente el arma preferida de un caballero, que procuraba personalizarla (algunas incluso recibían nombres), y era considerada tanto arma como símbolo (la hoja y la empuñadura tienen forma de cruz). La espada más común era la denominada espada bastarda o «de mano y media», de hoja templada de acero de doble filo, recta y larga (entre 100 y 120 cm), pero que solamente pesaba de 3 a 4 libras (entre 1200 y 2000 gramos), lo que permitía un manejo ágil en el campo de batalla. Espadas más grandes eran las denominadas espada larga (longsword), montante, mandoble o espadón, que podían llegar a medir dos metros o más y pesar hasta cuatro kilos; diseñadas para ser utilizadas con las dos manos, la contundencia de sus golpes provocaba terribles daños, aunque volvía más dificultoso su uso y transporte. La sofisticación y agilidad de otras modalidades de armas blancas no fue propia de los combates y torneos de la caballería medieval, sino de la esgrima de la Edad Moderna (florete, sable); pero sí se usaban todo tipo de armas cortas (cuchillos, puñales, dagas), solas o en combinación con las espadas.
La maza y el hacha completaban el equipo de armas personales «de mano», útiles para atacar las armaduras. La maza era una bola pesada claveteada asociada directamente a una manija, contaba con dos versiones: la del lacayo (de largo mango) y la del jinete (de mango corto y dirigido).
La lanza era la segunda arma preferida de un caballero. La rectitud de su asta simbolizaba la verdad, y su cabeza de hierro, la fuerza. Se utilizaba generalmente para empujar al enemigo hasta tirarlo de su caballo. Tenían hasta 3 m de longitud y se remataban con una punta de lanza de forma triangular.
El conjunto de armas y armadura se denominó, a partir del Renacimiento, con el término clásico de panoplia.

### Armas contra los caballeros
El concepto de la lucha a distancia era particularmente contrario a los valores caballerescos. La sangrienta derrota de la nobleza francesa a caballo asaeteada por los arqueros ingleses en la batalla de Agincourt (1415) simbolizó el fin a la época dorada de la caballería.
El arco común tenía limitaciones de alcance y precisión, y su uso por los caballeros era más frecuente para la caza que para la guerra. El arco largo inglés, de hasta dos metros de tamaño, era difícil de dominar, pero tenía un alcance efectivo de más de cien metros.
La ballesta era un dispositivo mecánico corto, cuyo arco de acero lanzaba flechas pequeñas (hasta docenas) con gran potencia. Cargarla tomaba un tiempo que limitaba su eficacia. Prohibida por la iglesia, la mayoría de los caballeros la consideraban una arma que deshonraba, pero algunos la utilizaron de todos modos.
La pica era un arma de origen suizo que servía para oponerse a las cargas de caballería, clavándola en el suelo o sujetando un extremo con el pie, y oponiendo su extremo armado a los caballos, que se herían con él. Eran mucho más largas que las lanzas: hasta 5 metros de largo, y su uso era especialmente eficaz cuando equipaba a compactas unidades de infantería (piqueros, lansquenetes).